# Lennart Osterman
John Lennart Osterman, född 1 oktober 1911 i Mölndal, död 19 oktober 1996 i Oscars församling, Stockholm, var en svensk ingenjör och företagare inom bilhandel och flygplans- och helikopterbranschen.
Lennart Osterman var son till civilingenjören John Osterman (1877–1952) och brorson till Hans Osterman. Han övertog bilhandelsfirman AB Hans Osterman i Stockholm, inklusive Ostermans marmorhallar, efter farbroderns död 1941. Har var vd i företaget till 1961. Han utvecklade bland annat utställningsformer av olika slag i Ostermans marmorhallar. Sveriges första helikopter, en Bell 47B, levererades via båt från USA i november 1946. 
År 1943 startade Lennart Osterman också flygplansföretaget Ostermans Aero, som utvecklade sig till pionjär för helikopterverksamhet i Sverige. Ostermans Aero var det första flygföretaget utanför USA, som utvecklade civila helikopteroperationer. 1945 genomfördes den första ambulansflygningen med helikopter från Lapplandsfjällen i  Norrbotten. Osterman är begravd på Skogsö kyrkogård.